# Abborrtjärnen (Jokkmokks socken, Lappland)
Abborrtjärnen är en sjö i Jokkmokks kommun i Lappland och ingår i Piteälvens huvudavrinningsområde. Sjön har en area på 0,0789 kvadratkilometer och ligger 487,9 meter över havet. Abborrtjärnen ligger i Udtja Natura 2000-område.

## Delavrinningsområde
Abborrtjärnen ingår i det delavrinningsområde (736096-166652) som SMHI kallar för Mynnar i 735979-166587. Medelhöjden är 508 meter över havet och ytan är 0,57 kvadratkilometer. Det finns inga avrinningsområden uppströms utan avrinningsområdet är högsta punkten. Vattendraget som avvattnar avrinningsområdet har biflödesordning 5, vilket innebär att vattnet flödar genom totalt 5 vattendrag innan det når havet efter 167 kilometer. Avrinningsområdet består mestadels av skog (68 procent) och sankmarker (18 procent). Avrinningsområdet har 0,08 kvadratkilometer vattenytor vilket ger det en sjöprocent på 14 procent.